# 前193年
| 千纪： | 前1千纪 |
| 世纪： | 前3世纪 \| 前2世纪 \| 前1世纪                                                                                         |
| 年代： | 前220年代 \| 前210年代 \| 前200年代 \| 前190年代 \| 前180年代 \| 前170年代 \| 前160年代                               |
| 年份： | 前198年 \| 前197年 \| 前196年 \| 前195年 \| 前194年 \| 前193年 \| 前192年 \| 前191年 \| 前190年 \| 前189年 \| 前188年 |
| 纪年： | 西汉汉惠帝二年 |

## 大事记
- 蕭何於臨終前向漢惠帝劉盈推薦曹參繼任朝廷的相國。蕭何去世不久，曹參就跟部下說：「我一定會繼任相國。」不久朝廷果然派人召他赴任。

## 逝世
- 吳臣，西漢長沙國第二代王。
- 蕭何，西漢初年政治家。